# Тешеррет
Тешеррет (фр. Tetserret; самоназвание — [tətsərret]) — западноберберский язык, на котором говорят туарегские племена айт-авари и кель-эгхлаль в департаменте Абалак на западе региона Тахуа (Нигер).

## О названии
Самоназвание языка — [tətsərret], что в переводе означает «язык Сурта». Название языка на тамашеке — шинсарт, шинсар или тинсар.

## Классификация
Ныне принято считать тешеррет отдельным языком. Однако некоторые ранние исследования определяли язык как диалект или вовсе причисляли язык к северной сонгайской ветви.
Некоторые фонетические отличия от других живых берберских языков позволяют считать ближайшим родственником тешеррета язык зенага в Мавритании. Кроме того, лексика тешеррета не походит на лексику других берберских языков. 

## Лингвогеография и современное положение

### Ареал и численность
На языке говорит племя айт-авари, в деревне Акубуну и городе Абалак в Нигере. Общее число говорящих на 2017 год — ок. 2000 человек.

### Социолингвистические сведения
Язык постепенно вытесняется другим туарегским языком под названием тауллеммет. Все носители тешеррета говорят также на этом языке.
По состоянию на 2011 год, на тешеррете более не разговаривают с детьми, что поставило язык под серьёзную угрозу исчезновения.

### Диалекты
Поскольку на языке говорит два племени, айт-авари и кель-эгхлаль, у языка два диалекта. Диалект племени кель-эгхлаль называется [taməsəɣlalt].